# Grottaminarda
Grottaminarda  är en kommun i provinsen Avellino, i regionen Kampanien. Kommunen hade 8 004 invånare (2017) och gränsar till kommunerna Ariano Irpino, Bonito, Flumeri, Fontanarosa, Frigento, Gesualdo, Melito Irpino, Mirabella Eclano.